# Lac-Akonapwehikan
Lac-Akonapwehikan est un territoire non organisé situé dans la municipalité régionale de comté d'Antoine-Labelle, dans la région administrative des Laurentides, au Québec.